# 倫敦魔魍街
『倫敦魔魍街』（ろんどんまもうがい）は、JETによる長編漫画、およびそれを原作としたカセットブック。
19世紀末のロンドンを舞台とした、狼男のホームズと吸血鬼のワトソンを主人公とするスプラッターホラーミステリー。
作者の長編漫画中、最も長くファンも多い。定期連載が断続的に続いた為、終了したか否か不明。

## あらすじ
シャーロック・ホームズに憧れる狼男が探偵となり、助手の吸血鬼と共に、霧の街倫敦（ロンドン）で起こる怪事件に挑む。

## 登場人物
ホームズ
狼男。本名不詳。造形モデルは、アニメ『銀河烈風バクシンガー』のディーゴ・近藤。
かのシャーロック・ホームズ亡き後、トランシルヴァニアからワトソンと共にロンドンへやってきて、探偵事務所を開業する。
お人好しで正義感が強い。推理よりも野外捜査や戦闘といった体力勝負の方が得意。女性に弱い。
狼男の特性で生命力が強く、体内に彼の血を持つ相手にも伝わる。食事は生肉が好きだが、常にオケラのため、食べることのできたシーンはない。
ワトソン
吸血鬼。本名不詳。造形モデルは、アニメ『銀河烈風バクシンガー』のシュテッケン・ラドクリフ。トランシルヴァニアからホームズと共にロンドンへやってきた。
頭脳派の菜食主義者。冷静さを気取っているが、その実、脆い。徹底して吸血を避けている。我慢し続けて倒れるほどの極限状態に陥ったら、その都度ホームズが血を与えている。
生き物の強い感情（恐怖や驚きなど）を感知できる能力を持つ。
ハドソン夫人
幽霊。ホームズたちの住むアパートの大家の母親で既に故人。「天国へ行くより家事をしている方が面白い」との理由でアパートに住み着いている彼女のせいで、何人もの住人が出て行ってしまった。ホームズとワトソンとは友好関係にあり、よく食事を作っている。
親族一同はアパートの裏の墓地にゾンビとして住んでいる。
ジャック・クライヴ
ゾンビ。切り裂きジャックの汚名を着せられたまま死んで葬られたが、死に切れずに墓場から蘇った。事件が解決した後もなにかとホームズ達の事務所に入り浸っている。アパートの裏の墓地に住んでいる。優柔でお人好し。
アイリーン
生前のジャックの恋人。ジャックの汚名をそそぐためホームズに捜査を依頼する。
アレクサンダー/アレック
ハドソン夫人の孫。普通の人間。
後に寄宿学校へ進学し、アーネストという1学年上のルームメイトができる。
メアリー
ハドソン夫人の孫。アレックの幼い妹。幽霊、ゾンビ、狼化したホームズなどにも物怖じしない。
フレデリック/フレッド
ホームズが以前に弟のように可愛がっていた人間だが、血を分け与えられたために超常の力を持つようになる。それを自覚しておらず結婚したが、産まれた子供が人狼であったため妻が自殺する。
ホームズへの復讐をためにワトソンを害するが、これに怒り我を忘れたホームズに殺される。
モリアーティ
フレッドの死後、その身体に取りついた「悪意」が、「ホームズ」と「ワトソン」ならばと「モリアーティ」を自称するようになる。
『十兵衛紅変化』『綺譚倶楽部』の登場人物と競演する番外編「大江戸魔魍街捕物控」では「ホームズの嫌がる事なら何でもやる」と花魁となっていた。

## コミックス
朝日ソノラマ ハロウィンコミックス→ハロウィン少女コミック館
1. 1988年1月 ISBN 4257919167
2. 1988年12月
3. 1989年8月
4. 1990年10月
5. 1991年5月
6. 1991年11月
7. 1992年11月
8. 1993年4月

角川書店 Asuka comics DX
1. 狼男都へ行く 1997年4月 ISBN 4048527916
2. カクテルの名は復讐 1997年6月 ISBN 4048527924
3. 白き狼：ブランカ 1997年8月 ISBN 4048527932
4. セシル・コート9番地 1997年10月 ISBN 4048527959
5. ボロメオの環 1997年12月 ISBN 4048527916
6. Lost children 1998年2月 ISBN 4048527967
7. 漂泊の天使 1998年4月 ISBN 4048527975

朝日ソノラマ ソノラマコミック文庫
連載時（またはコミックスになるときに描かれていた）『ろんどん通信』の描き下ろしもつけられている。
1. 2005年10月 ISBN 4257723149
2. 2005年11月 ISBN 4257723173
3. 2005年12月 ISBN 4257723246
4. 2006年1月 ISBN 4257723297
5. 2006年2月 ISBN 425772336X

## カセットブック
1989年2月に発売された。概ね原作通りだが、ワトソンが血を飲むシーンが変更されている。
第1集
1989年2月発売 ISBN 9784257201045
- ホームズ（声:神谷明）
- ワトソン（声:井上和彦）
- ハドソン夫人（声:榊原良子）
- ジャック：（声:飛田展男）
- アイリーン：（声:佐々木るん）
- アレック：（声:菊池正美）
- フレッド：（声:島田敏）
- フレッド幼少時：（声:林原めぐみ）

第2集
1992年7月発売 ISBN 9784257201052
- ホームズ（声:大塚明夫）
- ワトソン（声:松本保典）
- ハドソン夫人（声:玉川砂記子）
- ジャック：（声:森川智之）
- モリアーティ：（声:辻谷耕史）
- ジョージ：（声:森川智之）
- クリスティーン：（声:川村万梨阿）
- ディアナ：（声:折笠愛）
- マスター：（声:屋良有作）